# Metro van Monterrey
De metro van Monterrey (Spaans: Sistema de Transporte Colectivo Metrorrey, verkort: Metrorrey) bestaat uit drie lijnen en rijdt in Monterrey, dat in het noordoosten van Mexico ligt. De industriestad vormt de hoofdstad van Nuevo León, de agglomeratie Monterrey telt zo'n vier miljoen inwoners, alleen het stedelijk gebied van Mexico-Stad en Guadalajara zijn bevolkingsrijker. De sporen zijn deels ondergronds aangelegd, deels verhoogd gebouwd. De verhoogde delen staan op pilaren in het midden van de grotere boulevards, de ondergrondse tunnels volgen eveneens de grotere wegen. De metro heeft geen kruispunten met het wegverkeer.
Het overheidsbedrijf Sistema de Transporte Colectivo Metrorrey is verantwoordelijk voor het beheer en de exploitatie van de metro. Metrorrey is in handen van de deelstaat Nuevo León en verzorgt lokaal eveneens het TransMetro busvervoer. Bijzonder aan de metro is dat ter aanduiding van de stations naast een naam ook een pictogram per metrostation wordt gebruikt.

## Geschiedenis
De gele lijn werd gebouwd in de jaren tachtig van de 20e eeuw en werd geopend in 1991. Siemens bouwde voor een belangrijk deel de infrastructuur en zowel Bombardier als een lokale fabrikant ontvingen opdrachten voor het lightrail materieel. Het eerste deel van de tweede lijn (4,5 km) kwam gereed in 1994. De rest van de groene lijn liet nog even op zich wachten, pas in 2008 werd de huidige lengte bereikt, 13 km. De oranje lijn werd gebouwd tussen 2013 en 2020 en werd geopend in 2021.

## Netwerk
De gele lijn heeft op een traject van 18,5 kilometer 19 stations en verloopt in oost-westelijke richting. Er werd gekozen voor een bovengrondse aanleg, een relatief goedkope bouwmethode. Hierbij werd gebruikgemaakt van meerdere vrijwel rechte en brede verbindingswegen. In het midden van de boulevards werden prefab betonnen palen geplaatst. Lijn 1 volgt deels het tracé van de oude opgebroken Topo Chico tramlijn. Achttien stations openden in 1991, het laatste station pas in 2003 (Talleres). Een rit van eindpunt naar eindpunt duurt 27 minuten. De stations van beide lijnen zijn airconditioned, evenals de lightrail treinen. De stations van de gele lijn werden zonder lift aangelegd. Op het centraal gelegen station Cuauhtémoc kan overgestapt worden naar de groene lijn, buurstation Central bevindt zich naast het grote busstation van Monterrey.
De groene lijn is in totaal 13 kilometer lang en telt 13 station. De lijn ligt in noord-zuidelijke richting. De eerste zes stations openden in 1994, dit deel van lijn 2 bestaat uit een geboorde tunnel. In 2005 werd de tunnel naar het noorden verlengd en in 2007 opende nog een ondergronds station en twee bovengrondse. In 2008 tot slot kwamen er nog vier pilaarstations bij. Sommige stations van lijn 2 zijn voorzien van airconditioning. Net als bij de eerste lijn zijn ook hier alle stations ter herkenning van eigen symbolen voorzien.
De derde, oranje, lijn telt 9 station, waaronder 2 overstapstations met de andere lijnen.  Het traject is 7,5 km lang en bedient eveneens San Nicolás de los Garza. Constructie startte in 2013 en werd afgerond in januari 2020. Het rollend materiaal werd evenwel pas eind van dat jaar geleverd.  De lijn werd ingehuldigd op 27 februari 2021.

### Aantal passagiers
Het aantal passagiers van de metro schommelde sterk doorheen de jaren. Tussen 2008 en 2011 varieerde het jaarlijks tussen de 345.000 en 386.000 gebruikers. Nadien volgden twee groeijaren waarna in 2013 een piek werd bereikt van 427.000 passagiers. Na een nieuwe dip verhoogde het gebruik nogmaals met in 2018 het huidig record van 530.000 gebruikers. In 2019 was er een lichte daling tot 501.000 reizigers op jaarbasis, in 2020 zakte dit ingevolge de coronapandemie tot 293.000.

## Stations
Onderstaande tabellen tonen de pictogrammen, stationsnamen, enkele bestemmingen en overstapmogelijkheden naar ander vervoer van de gele en de groene lijn. De pictogrammen van de derde oranje lijn zijn nog niet mee opgenomen.
| Pictogram | Stationsnaam     | Ligging        | Overstappen / in de buurt                               |
| --------- | ---------------- | -------------- | ------------------------------------------------------- |
|           | Talleres         | Maaiveldniveau |                                                         |
|           | San Bernabé      | Verhoogd       |                                                         |
|           | Unidad Modelo    | Verhoogd       |                                                         |
|           | Aztlán           | Verhoogd       |                                                         |
|           | Penitenciaría    | Verhoogd       |                                                         |
|           | Alfonso Reyes    | Verhoogd       |                                                         |
|           | Mitras           | Verhoogd       |                                                         |
|           | Simón Bolívar    | Verhoogd       |                                                         |
|           | Hospital         | Verhoogd       | Nabij het universiteitsziekenhuis en de campus van UANL |
|           | Edison           | Verhoogd       |                                                         |
|           | Central          | Verhoogd       | Vlak bij het hoofdbusstation                            |
|           | Cuauhtémoc       | Verhoogd       | Overstappen naar Lijn 2                                 |
|           | Del Golfo        | Verhoogd       |                                                         |
|           | Felix U. Gómez   | Verhoogd       |                                                         |
|           | Parque Fundidora | Verhoogd       |                                                         |
|           | Y Griega         | Verhoogd       |                                                         |
|           | Eloy Cavazos     | Verhoogd       |                                                         |
|           | Lerdo de Tejada  | Verhoogd       |                                                         |
|           | Exposición       | Verhoogd       |                                                         |

| Pictogram | Stationsnaam  | Ligging     | Overstappen / in de buurt                                                      |
| --------- | ------------- | ----------- | ------------------------------------------------------------------------------ |
|           | Sendero       | Verhoogd    |                                                                                |
|           | Tapia         | Verhoogd    |                                                                                |
|           | San Nicolás   | Verhoogd    | Nabij het IMSS (Instituto Mexicano del Seguro Social)                          |
|           | Anáhuac       | Verhoogd    |                                                                                |
|           | Universidad   | Verhoogd    | Nabij UANL                                                                     |
|           | Niños Heroes  | Verhoogd    | Nabij het park Niños Heroes                                                    |
|           | Regina        | Ondergronds |                                                                                |
|           | General Anaya | Ondergronds |                                                                                |
|           | Cuauhtémoc    | Ondergronds | Overstappen naar Lijn 1                                                        |
|           | Alameda       | Ondergronds |                                                                                |
|           | Fundadores    | Ondergronds |                                                                                |
|           | Padre Mier    | Ondergronds |                                                                                |
|           | Zaragoza      | Ondergronds | Aan het Macroplaza, vlak bij het MACRO (Monterrey's museum voor moderne kunst) |

## Galerij

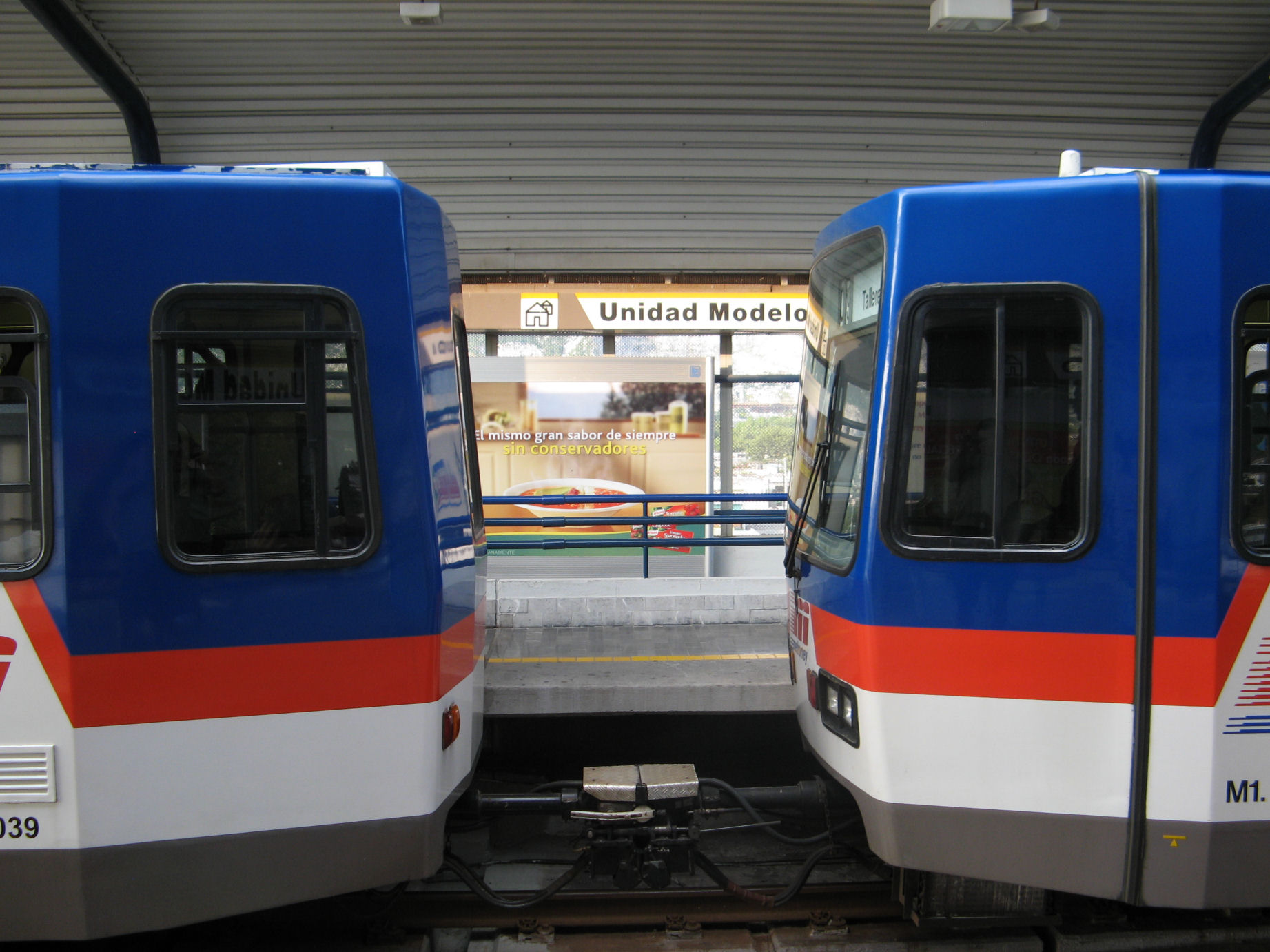
Gekoppelde metrotreinen (station Unidad Modelo)
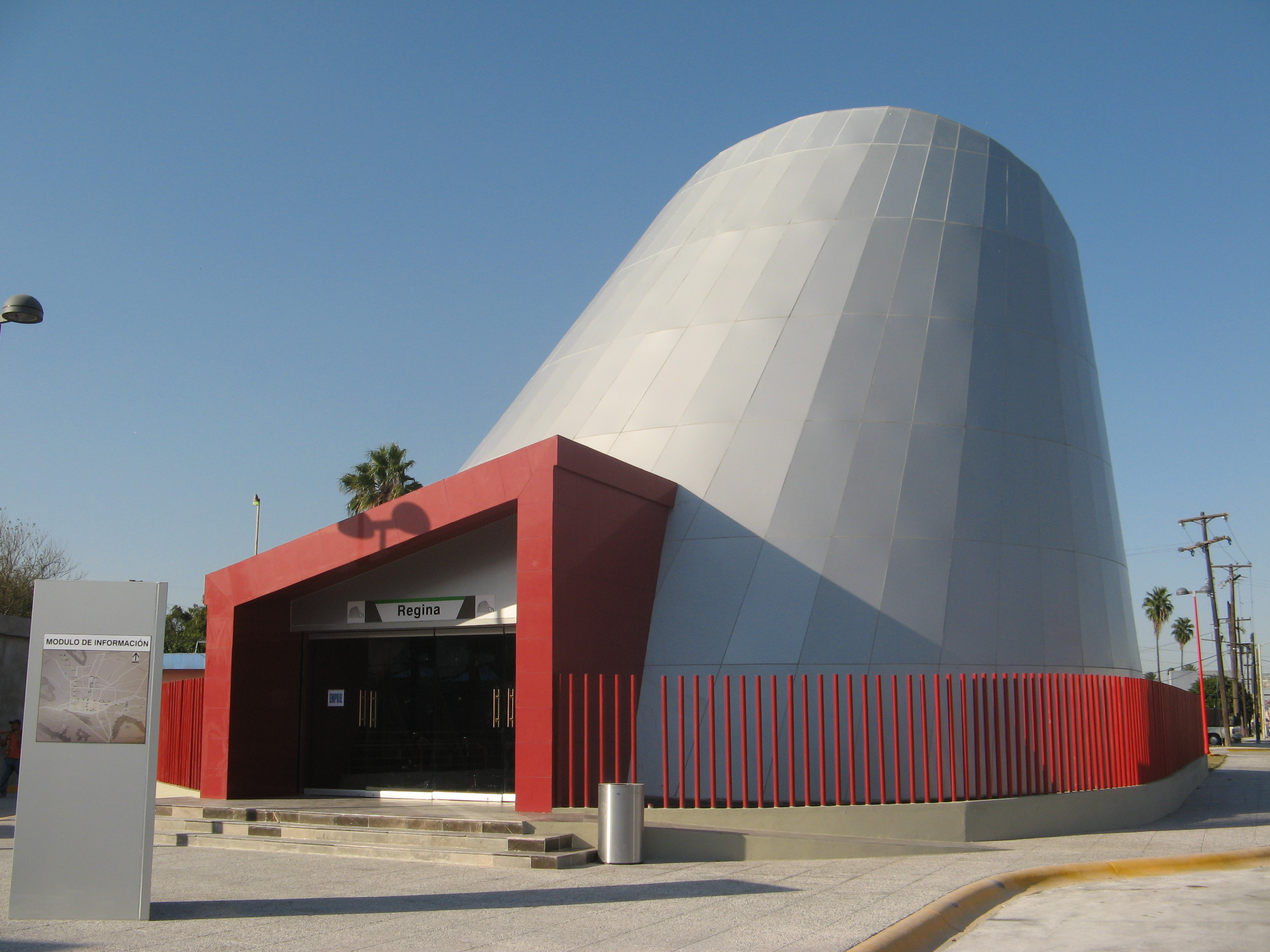
Entree van station Regina
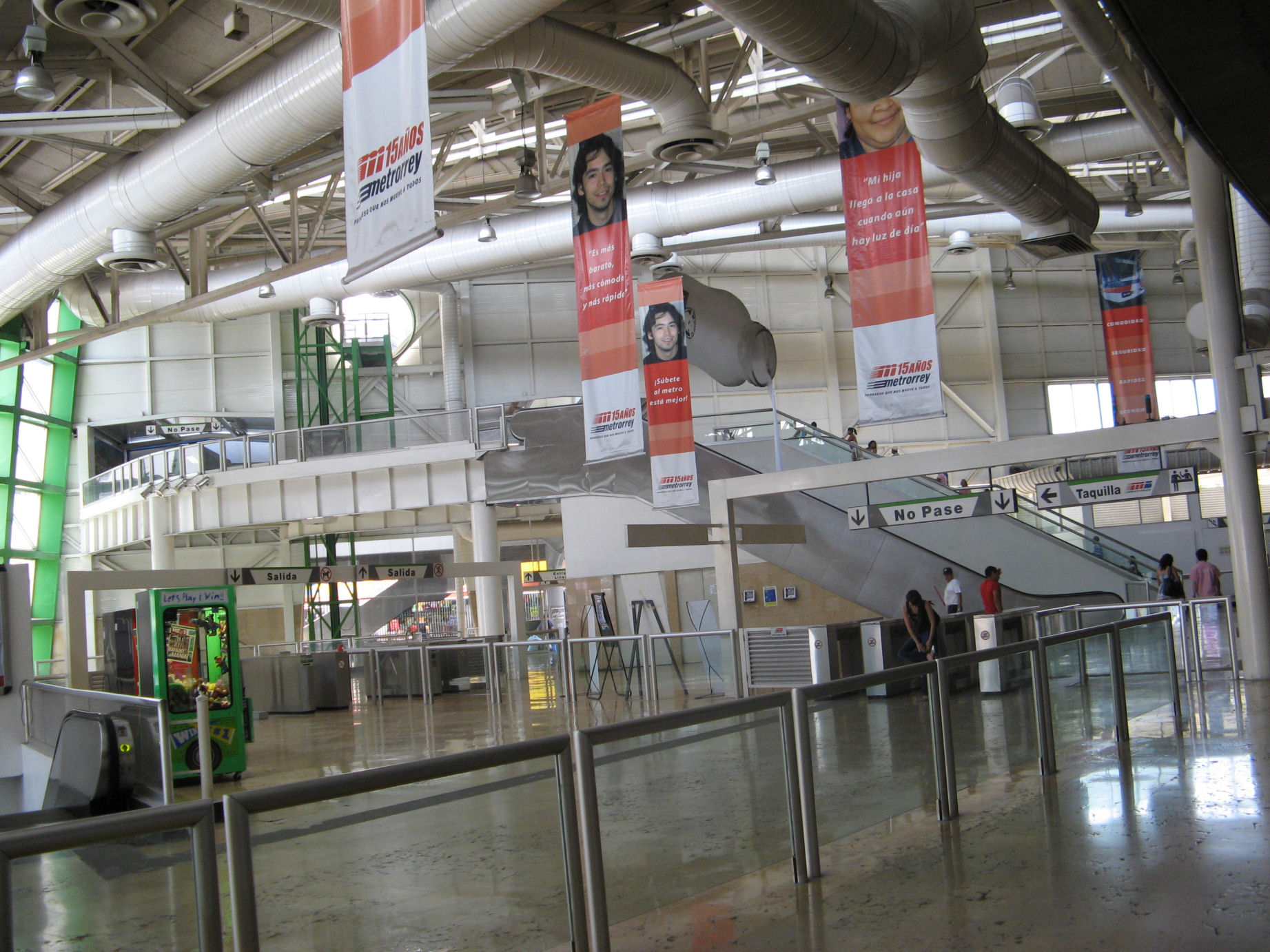
Het overstapstation Cuauhtémoc
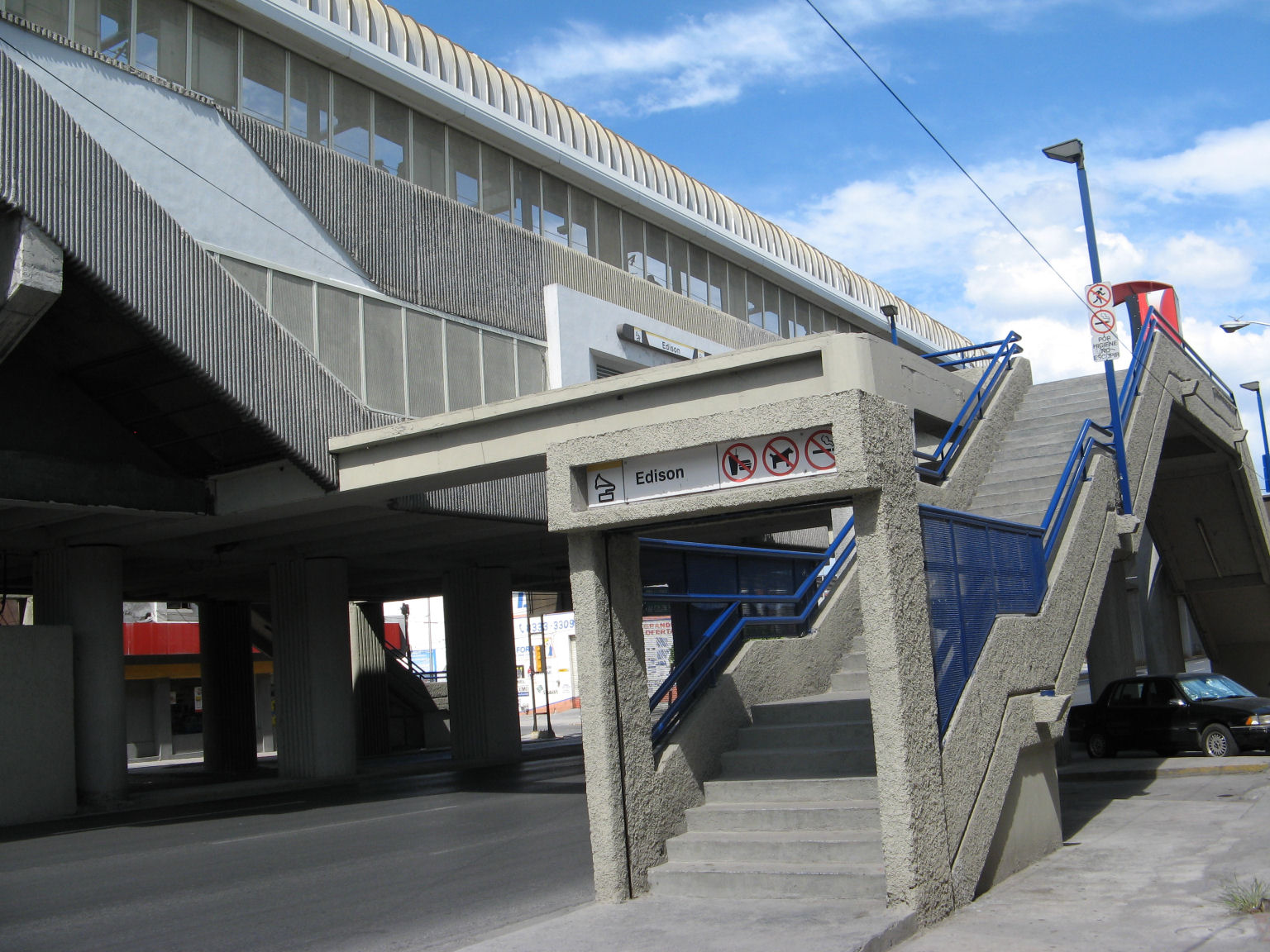
Station Ediscon, een van de oudere van het systeem (lijn 1)
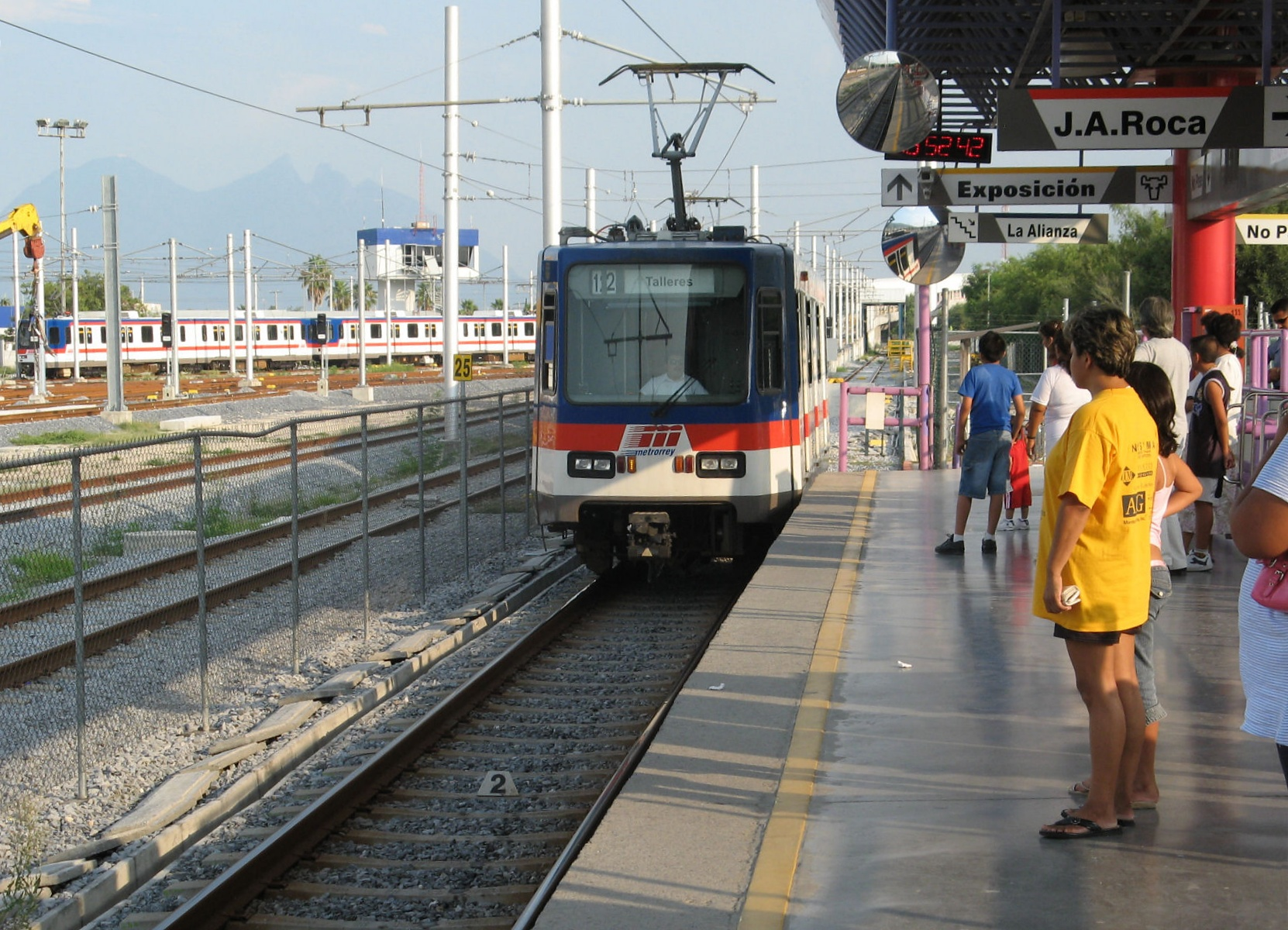
Wachtende reizigers op het perron van station Talleres
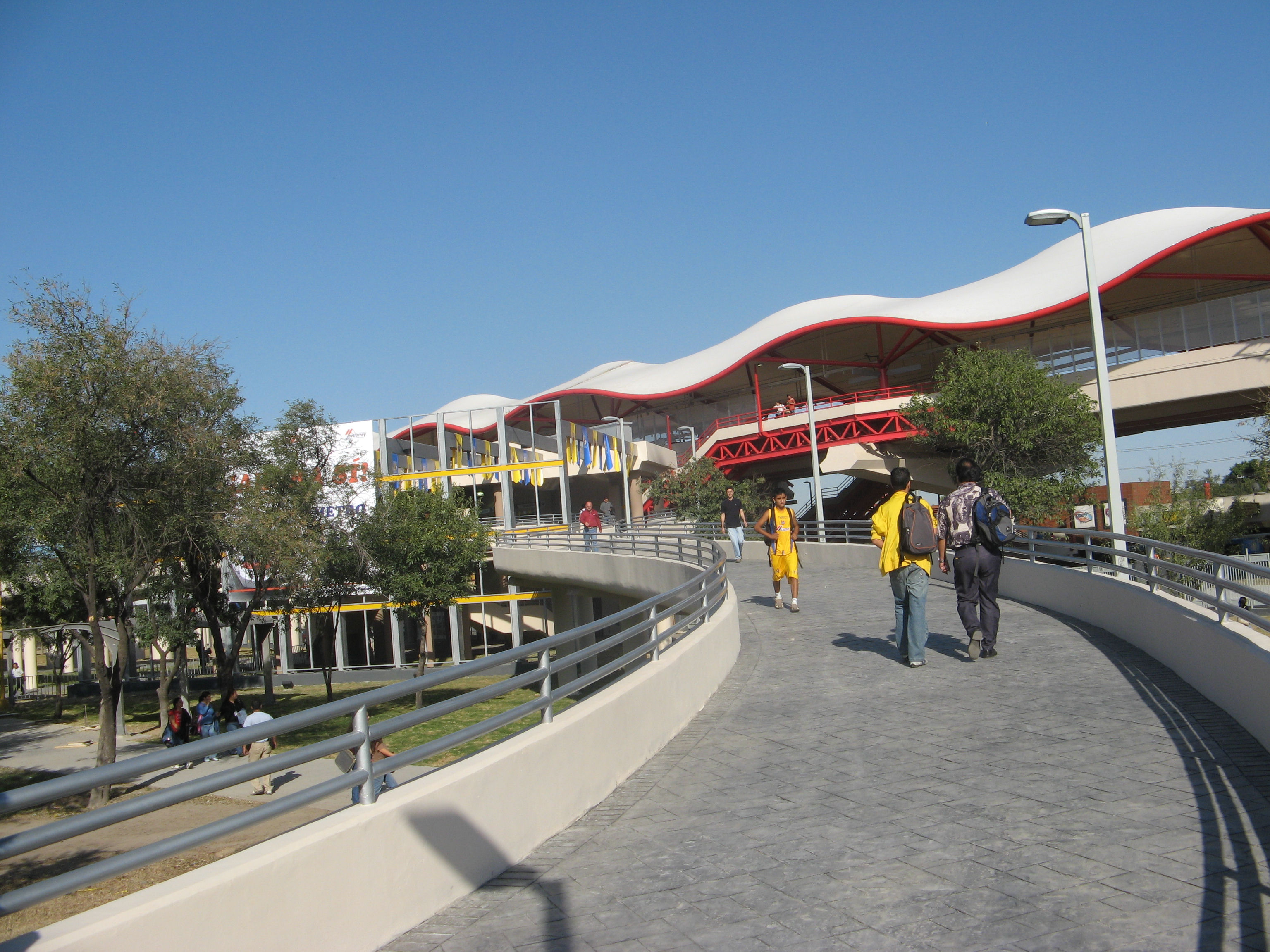
De halte nabij de Autonome Universiteit van Nuevo León